# Travail à façon
Le travail à façon est une relation de travail qui voit un artisan, propriétaire de son outil de production, produire des marchandises sur les ordres d'un marchand qui fournit éventuellement la matière première, et se charge de leur commercialisation. Cette relation de travail se développe au XVIIIe siècle en Europe Occidentale, essentiellement dans le monde urbain, et constitue une des étapes de la proto-industrialisation.
Aujourd'hui, il est souvent réalisé pour le compte d'entreprises externalisant une partie de leurs activités.